# Comuna Poienile Izei, Maramureș
Poienile Izei este o comună în județul Maramureș, Transilvania, România, formată numai din satul de reședință cu același nume.

## Demografie
Componența etnică a comunei Poienile Izei
     Români (97,73%)
     Alte etnii (0%)
     Necunoscută (2,27%)
Componența confesională a comunei Poienile Izei
     Ortodocși (97,35%)
     Alte religii (0%)
     Necunoscută (2,65%)
Conform recensământului efectuat în 2021, populația comunei Poienile Izei se ridică la 792 de locuitori, în scădere față de recensământul anterior din 2011, când fuseseră înregistrați 940 de locuitori. Majoritatea locuitorilor sunt români (97,73%), iar pentru 2,27% nu se cunoaște apartenența etnică. Din punct de vedere confesional, majoritatea locuitorilor sunt ortodocși (97,35%), iar pentru 2,65% nu se cunoaște apartenența confesională.

## Politică și administrație
Comuna Poienile Izei este administrată de un primar și un consiliu local compus din 9 consilieri. Primarul, Mirela-Lăcrimioara Bîrlea[*], de la Partidul Social Democrat, este în funcție din octombrie 2020. Începând cu alegerile locale din 2024, consiliul local are următoarea componență pe partide politice:
|  | Partid                    | Consilieri | Componența Consiliului | Componența Consiliului | Componența Consiliului | Componența Consiliului | Componența Consiliului |
|  | ------------------------- | ---------- | ---------------------- | ---------------------- | ---------------------- | ---------------------- | ---------------------- |
|  | Partidul Social Democrat  | 5          |                        |                        |                        |                        |                        |
|  | Partidul Național Liberal | 2          |                        |                        |                        |                        |                        |
|  | Partidul PRO România      | 2          |                        |                        |                        |                        |                        |

## Atracții turistice
- Biserica de lemn din Poienile Izei, obiectiv inclus pe lista patrimoniului mondial UNESCO.